# 今井誠司
今井 誠司 (いまい せいじ、1962年6月25日 - ) は、日本の銀行家。みずほフィナンシャルグループ取締役会長。

## 人物
1986年京都大学法学部卒業後、第一勧業銀行入行。
2011年みずほコーポレート銀行営業第十二部長、2013年みずほ銀行営業第十二部長、2014年みずほ銀行執行役員ソウル支店長、2016年みずほフィナンシャルグループ常務執行役員兼みずほ銀行常務執行役員、2018年みずほFG執行役専務兼みずほ銀行専務執行役員、2019年みずほ銀行副頭取執行役員、2020年みずほFG執行役専務、2021年みずほFG取締役兼代表執行役副社長。
2022年みずほFG取締役会長。